# Libyan Airlines
Libyan Airlines är ett flygbolag grundat 1965 av Libyen som drabbats hårt av bojkotten mot landet. Libyan Airlines har 13 flygplan som flyger på 30 destinationer. De har tidigare bland annat använt flygplan av typen Tupolev Tu-154.

## Destinationer

### Afrika
Algeriet
- Alger – Alger-Houari Boumédiènnes flygplats

Egypten
- Alexandria – Alexandria flygplats
- Kairo – Kairos internationella flygplats

Libyen
- al-Bayda – Al Abraqs internationella flygplats
- Benghazi – Beninas internationella flygplats Hub
- Ghadames – Ghadames flygplats
- Ghat – Ghats flygplats
- Hun – Huns flygplats
- Kufra – Kufras flygplats
- Misratah – Misratas flygplats
- Sebha – Sebha Airport
- Sirte – Gardabyas flygplats
- Tobruk – Tobruks flygplats
- Tripoli – Tripoli International Airport Hub

Marocko
- Casablanca – Mohammed V:s internationella flygplats

Tunisien
- Tunis – Tunis-Karthagos internationella flygplats

### Asien
Jordanien
- Amman – Drottning Alias internationella flygplats

Saudarabien
- Jeddah – Kung Abdulaziz internationella flygplats

Syrien
- Damaskus – Damaskus internationella flygplats

Förenade Arabemiraten
- Dubai – Dubai International Airport

### Europa
Grekland
- Aten – Aten-Elefthérios Venizélos internationella flygplats

Italien
- Milano – Milano-Malpensa flygplats
- Rom – Rom-Fiumicinos flygplats

Malta
- Luqa – Maltas internationella flygplats

Spanien
- Madrid – Adolfo Suárez Madrid-Barajas flygplats

Turkiet
- Istanbul – Istanbul Atatürk Airport
- Ankara – Esenboğas internationella flygplats

Ukraina
- Kiev – Boryspils internationella flygplats

Storbritannien
- London – London-Heathrow flygplats
- Manchester – Manchester Airport

## Flotta
Så här såg flottan ut i juli 2009: